# David Thompson (koszykarz)
David O'Neil Thompson (ur. 13 lipca 1954) – amerykański koszykarz, występujący na pozycji rzucającego obrońcy lub niskiego skrzydłowego, członek Koszykarskiej Galerii Sław im. Naismitha.
Mierzący 193 cm wzrostu koszykarz studiował na North Carolina State University. W 1974 wywalczył tytuł mistrzowski w NCAA z zespołem NC State Wolfpack. 
Do NBA został wybrany z 1 numerem w drafcie w 1975 przez Atlanta Hawks, jednak nigdy nie wystąpił w barwach tej organizacji. W tym samym roku podpisał kontrakt z Denver Nuggets, zespołem z konkurencyjnej ligi ABA. W 1976 ligi połączyły się i część zespołów z ABA (4) przeszła do NBA. Thompson występował w barwach Nuggets do 1982 roku. Przez kolejne dwa sezony był koszykarzem Seattle SuperSonics. 
Karierę zakończył w 1984. Był czterokrotnie wybierany do meczu gwiazd (1977–1979, 1983), a w 1979 został wybrany MVP tego spotkania. 
4 kwietnia 1978 w meczu z Detroit Pistons rzucił 73 punkty, co jest jednym z najlepszych wyników w historii NBA. Kilka dni później, 9 kwietnia, ustanowił rekord NBA, trafiając 13 rzutów z gry w jednej kwarcie spotkania. Rezultat ten pozostaje nadal aktualnym rekordem.

## Osiągnięcia
Na podstawie, o ile nie zaznaczono inaczej.

### NCAA
- Mistrz:
  - NCAA (1974)[3]
  - turnieju konferencji Atlantic Coast (ACC – 1973, 1974)
  - sezonu regularnego ACC (1973, 1974)
- Koszykarz Roku:
  - NCAA:
    - im. Naismitha (1975)[4]
    - według:
      - Krajowego Stowarzyszenia Trenerów Koszykarskich (NABC – 1975)[5]
      - Sporting News (1975)[6]
      - Stowarzyszenia Dziennikarzy Koszykarskich Stanów Zjednoczonych (USBWA – 1975)[7]
      - Helms Foundation (1974-75)[8]
      - Associated Press (1974-75)[9]
      - United Press International (1975)[10]
      - Coach & Athlete Magazine (1975)
      - Dunlop (1975)
      - Eastman Kodak Award (1975)
      - Adolph Rupp Trophy (1975)[11]

  - Konferencji ACC (1973–1975)[12]
- Sportowiec Roku ACC (1973, 1975)
- Most Outstanding Player (MOP = MVP) turnieju NCAA (1974)[13]
- Wybrany do:
  - I składu:
    - All-American (1973–1975)[14]
    - turnieju NCAA (1974)[15]
    - ACC (1973–1975)

  - Akademickiej Galerii Sław Koszykówki (2006)[16]
  - Galerii Sław Sportu uczelni Karoliny Północnej (1982)
  - składu najlepszych zawodników:
    - NCAA dekady lat 70. XX w.
    - konferencji ACC (ACC 50th Anniversary men's basketball team)
- Drużyna Karoliny Północnej zastrzegła należący do niego numer 44 (1975)

### ABA
- Finalista ABA (1976)[17]
- Debiutant Roku ABA (1976)[18]
- MVP meczu gwiazd ABA (1976)[18]
- Uczestnik meczu gwiazd ABA (1976)[19]
- Wybrany do:
  - I składu debiutantów ABA (1976)[17]
  - II składu ABA (1976)[18]
  - składu najlepszych zawodników w historii ligi ABA (ABA's All-Time Team - 1997)[20]
- Finalista konkursu wsadów ABA (1976)

### NBA
- MVP meczu gwiazd NBA (1979)[21]
- Uczestnik meczu gwiazd:
  - NBA (1977–1979, 1983)[22]
  - Legend NBA (1991, 1992)[23]
- Wybrany do:
  - I składu NBA (1977, 1978)[24]
  - Koszykarskiej Galerii Sław (Naismith Memorial Basketball Hall Of Fame - 1996)[25]
- Zawodnik tygodnia NBA (2.11.1980)[26]
- Klub Seattle SuperSonics zastrzegł należący do niego w numer 33[27]

### Reprezentacja
- Mistrz Uniwersjady (1973)[28]
- MVP Uniwersjady (1973)

### Inne
- Profesjonalny Sportowiec Roku Stanu Kolorado (1977)